# Provincia di Oropeza
La provincia di Oropeza è una delle 10 province del dipartimento di Chuquisaca nella Bolivia meridionale. Il capoluogo è la città di Sucre.
Al 2005 possedeva una popolazione di 241.376 abitanti

## Geografia antropica

### Suddivisioni amministrative
La provincia è suddivisa in tre comuni:
- Poroma
- Sucre
- Yotala